# Acacia heteroclita
Acacia heteroclita — вид квіткових рослин з родини бобових. Ареал: Австралія (Західна Австралія).

## Середовище
Зустрічається на добре дренованих ділянках на латеритних, гранітних або суглинних ґрунтах.

## Біоморфологічна характеристика
Це розлогий кущ до невеликого дерева заввишки 1–4 метри. Філодії лінійно-лінійні, ланцетні, лінійно-прямоланцетні, 3–11 см завдовжки і 2–4 мм завширшки. Суцвіття, пазушне, у кінцевих листках, кулясте. Цвіте навесні до початку літа.

## Використання
Торгівлі немає, крім дрібного збору насіння для садівництва.